# Пушкин, Александр Александрович (1833)
Алекса́ндр Алекса́ндрович Пу́шкин (6 [18] июля 1833, Санкт-Петербург — 19 июля [1 августа] 1914, село Останкино, Каширский уезд, Тульская губерния) — русский военный деятель, генерал от кавалерии (1908). Дворянин, из рода Пушкиных, старший сын Александра Сергеевича Пушкина. Владелец имения Львовка (ныне музей в составе Болдинского музея-заповедника).

## Биография
Из дворян Нижегородской губернии. Старший сын Александра Пушкина и Натальи Гончаровой. Родился 6 июля 1833 года в Санкт-Петербурге. Крещён 20 июля в церкви Иоанна Предтечи на Каменноостровском проспекте. Восприемники: П. В. Нащокин и Е. И. Загряжская. Григорий Пушкин был его младшим братом.
Воспитанник 2-й Петербургской гимназии (1845—1848) и Пажеского корпуса, из которого в 1851 году выпущен корнетом в лейб-гвардии Конный полк. Участвовал в Крымской войне. 1 января 1869 года был произведен «за отличие по службе» в полковники (как состоящий в распоряжении командующего войсками Виленского военного округа). 15 июля 1870 года был назначен командиром Нарвского гусарского полка, с которым участвовал в войне за освобождение Балкан 1877—1878 годов, за что был награждён золотым оружием с надписью «За храбрость» и орденом Святого Владимира 4-й степени с мечами и бантом. После войны жил некоторое время в городе Козлове (ныне Мичуринск), прибыв на тамбовскую землю с гусарским кавалерийским полком. 1 июня 1880 года пожалован во флигель-адъютанты Его Величества, уже через месяц — в генерал-майоры Свиты Государя и назначен командиром первой бригады 13-й кавалерийской дивизии, которой командовал до октября 1881 года.
30 августа 1890 года Александр Александрович Пушкин был произведён «за отличие по службе» в генерал-лейтенанты и зачислен в запас армейской кавалерии.
В 1891 году, как занимающий гражданские должности, переименован из военного чина генерал-лейтенанта в гражданский чин тайного советника. Активно занимался развитием образования, в том числе женского. Был заведующим учебной частью Московского Императорского Коммерческого училища, членом советов по учебной части Екатерининского и Александровского женских институтов, московским губернским гласным. С 27 мая 1895 года и до конца жизни занимал должность почётного опекуна Московского присутствия Опекунского совета Учреждений императрицы Марии.
В 1896 году участвовал в торжестве Священного коронования императора Николая II и императрицы Александры Фёдоровны.
25 марта 1898 года вновь переименован в генерал-лейтенанты, с зачислением по армейской кавалерии и в списки 39-го драгунского Нарвского полка. Военных должностей не занимал, продолжая оставаться почётным опекуном. 22 марта 1908 года произведён «за отличие по службе» в генералы от кавалерии.
В одной из газет того времени довольно подробно описывается внешность генерала Пушкина, почти точно совпадающая со зрительным впечатлением по фотографии: «Наружность сына знаменитого поэта хорошо известна москвичам, — его можно видеть на многих общественных собраниях и торжествах. Это красивый, седой как лунь, но ещё бодрый, с военной выправкой старец. Симпатичное выразительное лицо его окаймлено окладистою бородою, и по выражению его голубых глаз нетрудно догадаться, что в молодости Александр Александрович очень походил на своего покойного отца, насколько это можно судить по современным поэту портретам».
Скончался 19 июля (1 августа) 1914 в селе Малое Останкино (под Москвой) в возрасте 81 года. В 1963 году, после сноса церкви в Марыгине, прах Александра Пушкина из фамильного некрополя Павловых, по просьбе потомков, был перезахоронен возле церкви усадьбы Лопасня-Зачатьевское (в черте города Чехова), рядом с могилами его первой жены и троих детей.

### Чины и звания
Даты приведены по старому стилю.
- 7 августа 1851 года — вступил в службу
- 7 августа 1851 года — корнет гвардии
- 6 декабря 1853 года — поручик гвардии
- 23 марта 1858 года — штабс-ротмистр гвардии
- 12 апреля 1859 года — ротмистр гвардии
  - 26 января 1861 года — 24 июля 1862 года — в отставке
  - 24 июля 1862 года — 21 марта 1866 года — в гражданской службе А. А. Пушкин. 1851 г. худ. Ланской, Николай Павлович

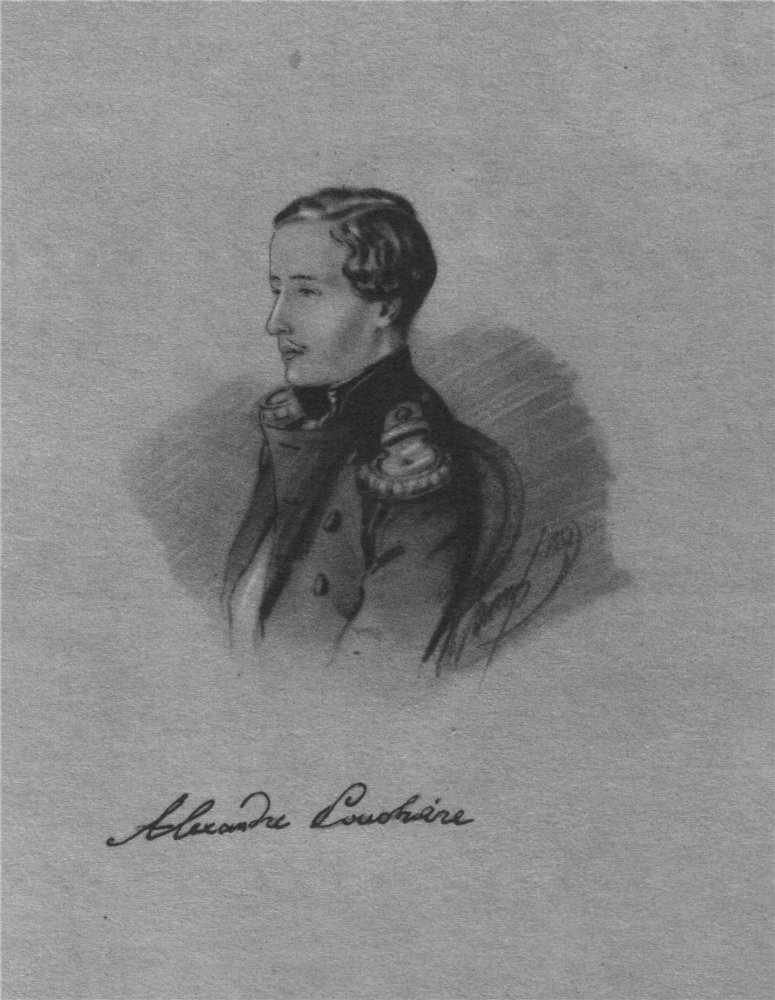
А. А. Пушкин. 1851 г. худ. Ланской, Николай Павлович

- 25 апреля 1865 года — переименован в подполковники армии
  - 21 марта 1866 года — 4 февраля 1867 года — в отставке
- 1 января 1869 года — полковник
  - 15 июля 1870 года — 1 июля 1880 года — командир 13-го гусарского Нарвского полка
- 1 июня 1880 года — флигель-адъютант
- 1 июля 1880 года — Свиты Его Величества генерал-майор
  - 1 июля 1880 года — 31 октября 1881 года — командир 1-й бригады 13-й кавалерийской дивизии
- 30 августа 1890 года — генерал-лейтенант
- 1890 — переименован в тайные советники
- 25 марта 1898 года — генерал-лейтенант
- 22 апреля 1908 года — генерал от кавалерии Генерал от кавалерии, в форме 13-го гусарского Нарвского полка. 1911.

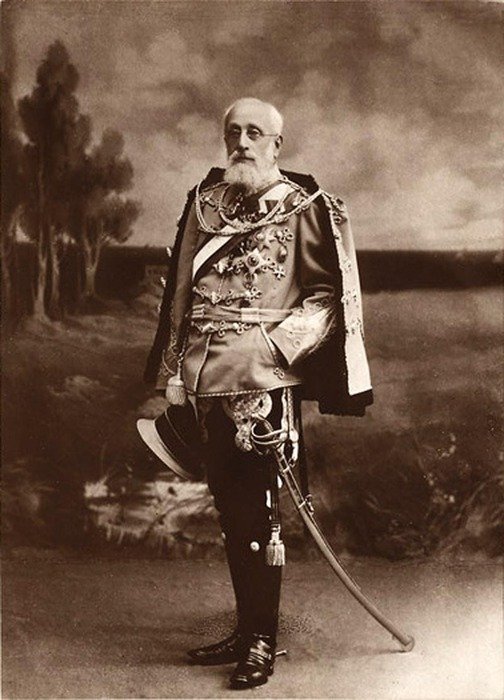
Генерал от кавалерии, в форме 13-го гусарского Нарвского полка. 1911.

### Награды
- 1871 — орден Святой Анны 2-й степени
- 1873 — Императорская корона к ордену Святой Анны 2-й степени
- 1878 — золотая сабля с надписью «За храбрость»
- 1879 — орден Святого Владимира 4-й степени с мечами и бантом
- 1883 — орден Святого Владимира 3-й степени
- 1887 — орден Святого Станислава 1-й степени
- 1896 — орден Святой Анны 1-й степени
- 1899 — орден Святого Владимира 2-й степени
- 1903 — орден Белого орла
- 1906 — орден Святого Александра Невского
- 1911 — бриллиантовые знаки ордена Святого Александра Невского

Иностранные:
- 1884 — австро-венгерский орден Франца Иосифа 1-й степени;
- 1889 — черногорский орден Князя Даниила I 1-й степени;
- 1890 — итальянский орден Короны, большой крест.

## Семья
Первая жена (с 8 января 1858 года) — Софья Александровна Ланская (25.08.1838—08.04.1875), рано осиротев, воспитывалась в семье дяди Петра Петровича Ланского. Венчались в Петербурге в церкви при Пажеском Корпусе. Из-за близкого родства на брак было получено специальное разрешение императора Александра II. Умерла от воспаления лёгких. Их дети:
- Наталья (1859—1912). Муж — Павел Аркадьевич Воронцов-Вельяминов (1854—1920), мировой судья, офицер 13-го гусарского Нарвского полка, которым командовал А. А. Пушкин.
- София (1860—1861).
- Мария (1862—1939). Муж (1881) — Николай Владимирович Быков (1856—1918), сын сестры Гоголя, Елизаветы Васильевны, штабс-ротмистр, непременный член Полтавского губернского присутствия. Внук — советский энтомолог, участник обороны Ленинграда Александр Сергеевич Данилевский.
- Александр (1863—1916). Бронницкий уездный предводитель дворянства, председатель Бронницкой уездной земской управы, камергер. Жена (с 1902) — Ольга Николаевна Решетова (умерла в 1916). Хранил библиотеку деда А. С. Пушкина. В сентябре 1900 года Б. Л. Модзалевский перевёз библиотеку из его усадьбы (село Ивановское Бронницкого уезда Московской губернии) в Петербург, в Академию наук.
- Ольга (1864—1933)[7]. Муж — Николай Николаевич Павлов (1857—1916). В 1904 году она была начальницей Приюта для неизлечимых больных в Москве, в 1909 — смотрительницей Стрекаловской больницы в Москве.
- Анна (1866—1949), фрейлина двора великой княгини Милицы Николаевны (26.06.1889); по критическому замечанию современницы, была на редкость неинтересной, даже глуповатой особой[8]. Похоронена на Новодевичьем кладбище в Москве[9].
- Григорий (1868—1940). В 1913 — полковник 92-го пехотного Печорского полка. Жена (с 1911) — Юлия Николаевна Бартенева (1873—?) (1-й муж (до 1910, развод) Александр Фёдорович Катыбаев). В 1920 — учительница народной школы на ст. Лопасня. Их сын Григорий (1913—1997).
- Пётр (1870—1870). Похоронен на кладбище г. Новогрудок[10].
- Наде́жда (1871—1915). В 1909—1915 — настоятельница Иверской общины сестёр милосердия в Москве.
- Вера (1872—1909). Муж (с 1901) Сергей Петрович Мезенцов (1866—1937), генерал-майор гвардейской конной артиллерии[11].
- Сергей (1874—1898). Холост. Застрелился на железнодорожной станции Бронницы, на улице Казармы 57 км.

Вторая жена — Мария Александровна Павлова (1852—1919). В браке — с 1883 года. Их дети:
- Николай (1885—1964). В 1910 — земский начальник в Венёвском уезде Тульской губернии. В 1916—1917 гг. служил офицером в кавалерийской части, дислоцировавшейся в г.Кирсанов. В 1923 году переехал с семьёй в Бельгию. Жена (с 1905) — Надежда Алексеевна Петунникова (1878—1974). Дети: Пушкин Александр Николаевич (Внук — Пушкин Александр Александрович (род. 10 сентября 1942, женат на Дурново Марии Александровне — прапраправнучке Александра Сергеевича Пушкина)) и Пушкина Наталья Николаевна (Внуки: бар. Николай Александрович и Александр Александрович Гревениц)
- Елена (1890—1943). Муж — Николай Алексеевич фон-дер-Розенмайер (1892—?).